# Costalunga (Brescia)
Costalunga è una località di Brescia oggi appartenente al quartiere di San Rocchino (Zona nord). È nei pressi di Mompiano, di cui fu frazione quando il medesimo era comune autonomo, fino all'annessione, nel 1880, al Comune di Brescia.

## Storia
Presso Costalunga sono state ritrovate parti di colonne, capitelli e del basamento di un'ara d'epoca romana. Il territorio inoltre fu attraversato dall'acquedotto di Lumezzane che dall'omonima località portava l'acqua a Brescia, correndo per circa venticinque chilometri lungo le pendici dei monti della val Trompia. Alcuni suoi resti sono visibili ancora oggi.
Durante il Medioevo Costalunga fu zona di caccia frequentata dai signori bresciani.
Nel 1400 i monaci benedettini vi costruirono dei conventi.
Nel 1454 Marino di Montelupo costruì la chiesa di San Bernardo, o meglio un piccolo oratorio, presente ancora oggi sebbene ingrandito e fortemente rimaneggiato, attorno alla quale nel 1500 si formò il primo piccolo nucleo abitativo di Costalunga.
Nel Settecento furono costruite delle ville padronali, alcune ristrutturando gli antichi conventi.
Dal 1816 è attestato che Costalunga fu frazione del comune extramurario di Mompiano con Costalunga (dal 1859 noto semplicemente come Mompiano).
Nel 1820 fu costruito nel quartiere un lazzaretto, per ospitare le vittime dell'epidemia di colera. Il secondo cronologicamente nella storia bresciana, dopo quello ben più antico del quartiere S. Bartolomeo per gli appestati.
Nel 1880, il comune di Mompiano fu aggregato a quello di Brescia, e Costalunga divenne frazione di quest'ultimo.
Nel 1921 fu costruita una fornace dei laterizi. Forse anche per le esigenze della imminente ricostruzione della chiesetta, che avrebbe ricalcato il precedente impianto architettonico.
Tra il 1922 e il 1943 fu presente una sezione fascista.
Nel 1940 Costalunga si popolò di cittadini bresciani che scappavano dalla città a causa dei bombardamenti aerei.
Il 6 marzo 1945 Mussolini giunse a Brescia e tenne un discorso a Costalunga.
Negli anni 80 sorse in zona un'importante e prestigiosa struttura ospedaliera, Domus Salutis, successivamente ampliata e in gran parte destinata ai malati terminali.

## Infrastrutture e trasporti
L'unica linea cittadina di autobus che raggiunge Costalunga è la 17 Castel Mella - Ospedale, e il quartiere, prevalentemente residenziale-elegante e non densamente abitato, non è direttamente servito dalla metropolitana leggera bresciana, detta Metrobus, la cui stazione Ospedale è, in compenso, relativamente vicina, presso i non molto distanti Spedali Civili, ove fanno fermata anche varie linee d'autobus urbane ed extraurbane.